# لیک، استافوردشر
latitudeلیک، استافوردشرlongitudeلیک، استافوردشر
لیک، استافوردشر (به انگلیسی: Leek, Staffordshire) یک شهرک در بریتانیا است که در انگلستان واقع شده‌است.

## خصوصیات
لیک ۱۸٬۷۶۸ نفر جمعیت دارد.

## خواهرخوانده
شهر Este خواهرخواندهٔ لیک، استافوردشر هست.